# ماکسیموفکا (سرزمین آلتای)
ماکسیموفکا (به لاتین: Maximovka) یک منطقهٔ مسکونی در روسیه است که در سرزمین آلتای واقع شده‌است.